# Rossmoos
Das Rossmoos ist ein 1015 m ü. A. hoher Berg der Salzkammergut-Berge in Oberösterreich.
Es befindet sich westlich des Attersees, erstreckt sich in West-Ost-Richtung und stellt den höchsten Punkt der Gemeinde Nußdorf am Attersee dar. Seine Gipfelregion ist bewaldet, jedoch kann man beim Aufstieg an mehreren Stellen den Attersee überblicken. An seiner südöstlichen Flanke liegt die Ortslage Dachsteinblick, von wo sich in der Ferne die Gletscher des Dachsteins erkennen lassen. Bekannt ist das Rossmoos auch durch das Radrennen zum Dachsteinblick, einem kurzen Bergrennen, das beim Dachsteinblick endet.